# Phan Rang – Tháp Chàm
Phan Rang – Tháp Chàm (thường được gọi tắt là Phan Rang) là thành phố tỉnh lỵ cũ, trung tâm chính trị, kinh tế, văn hoá và khoa học kỹ thuật của tỉnh Ninh Thuận, Việt Nam.

## Địa lý

### Vị trí địa lý
Thành phố Phan Rang – Tháp Chàm nằm ở trung tâm tỉnh Ninh Thuận, cách thủ đô Hà Nội 1.380 km về phía bắc, cách Thành phố Hồ Chí Minh 330 km về phía đông đông nam, cách thành phố Đà Lạt 105 km về phía tây, cách thành phố Nha Trang 95 km về phía nam, có vị trí địa lý:
- Phía đông giáp Biển Đông (vịnh Phan Rang)
- Phía tây giáp huyện Ninh Sơn
- Phía nam giáp huyện Ninh Phước
- Phía bắc giáp huyện Bác Ái và huyện Ninh Hải.

### Thời kỳ Champa

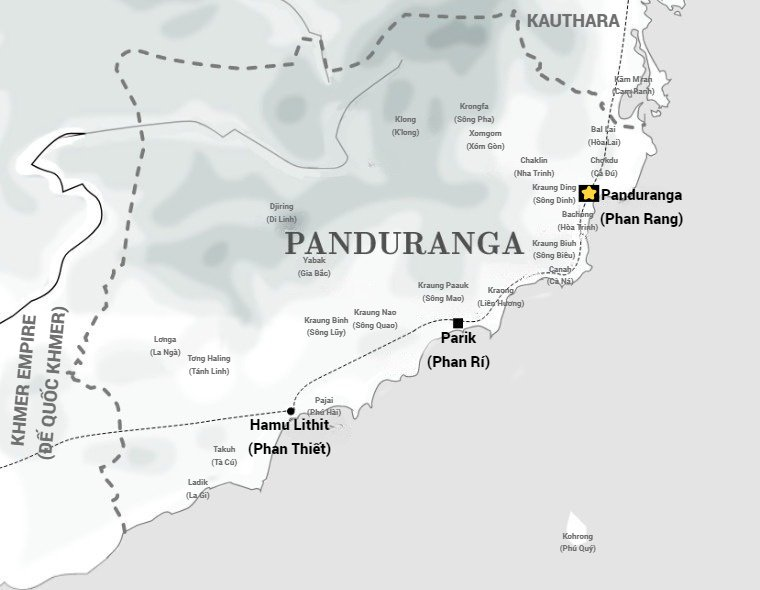
Lãnh thổ của tiểu quốc Panduranga với thủ phủ là Phan Rang

### Thương mại – Dịch vụ

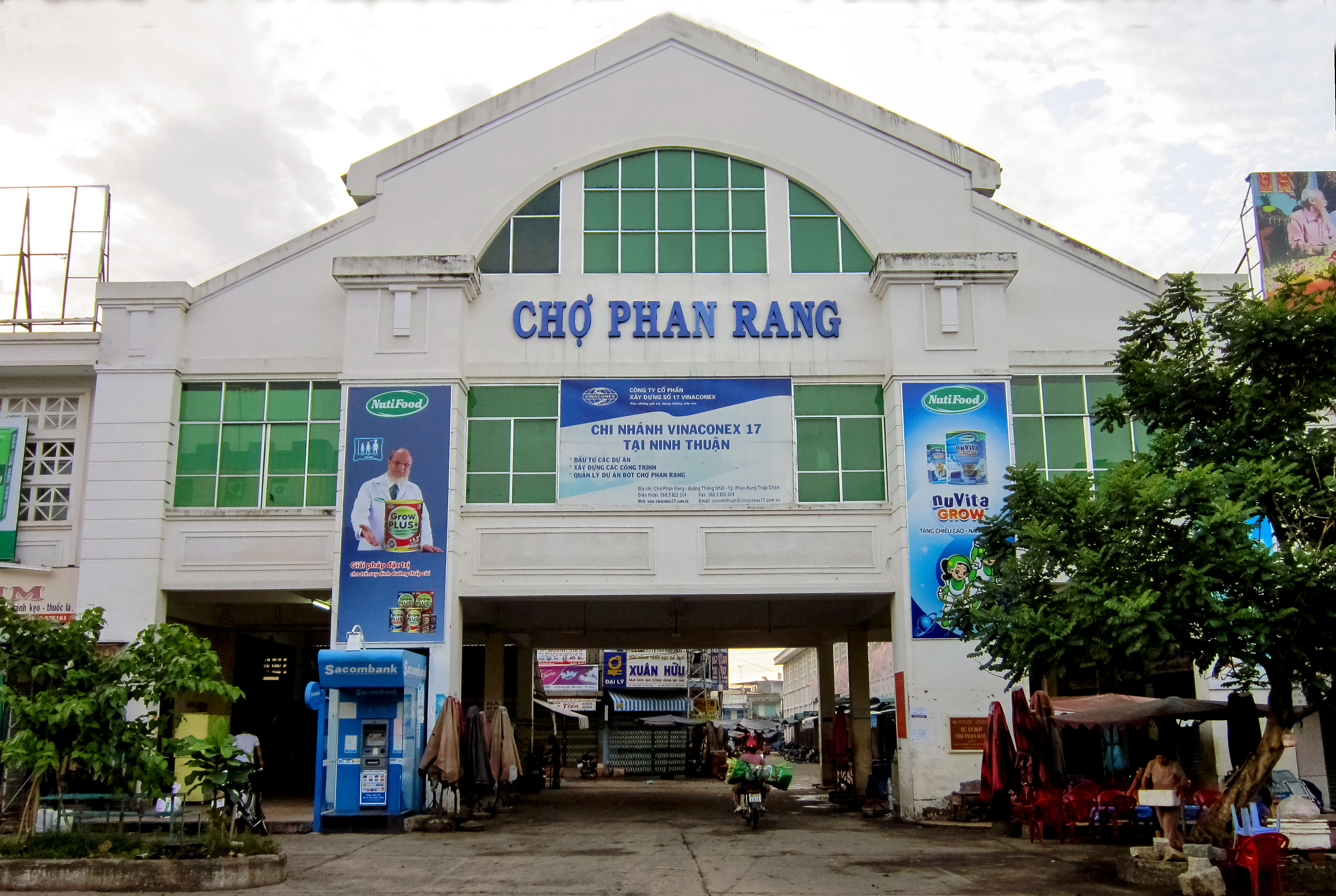
Chợ Phan Rang

#### Nông nghiệp

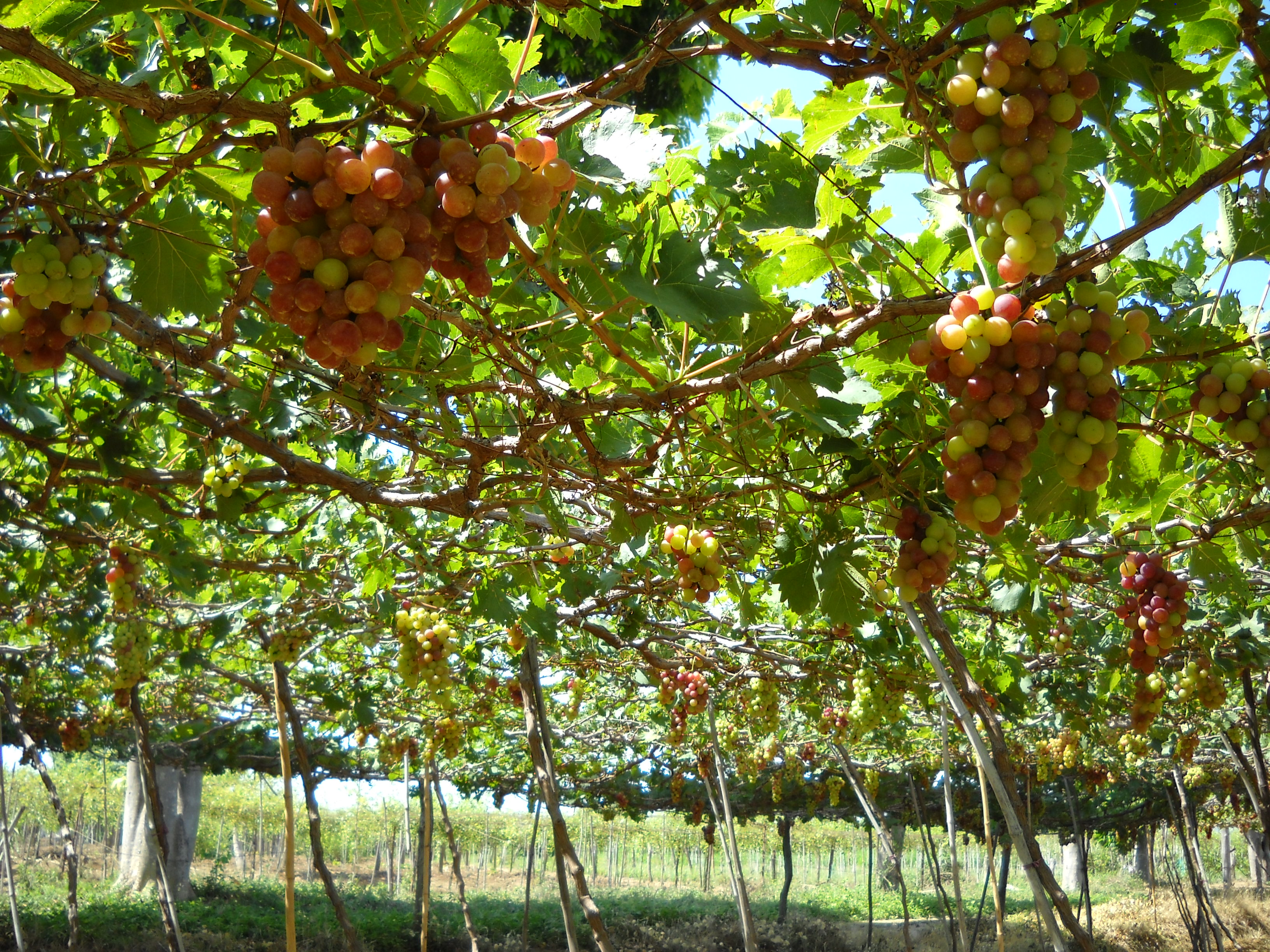
Vườn nho Phan Rang

#### Thủy sản

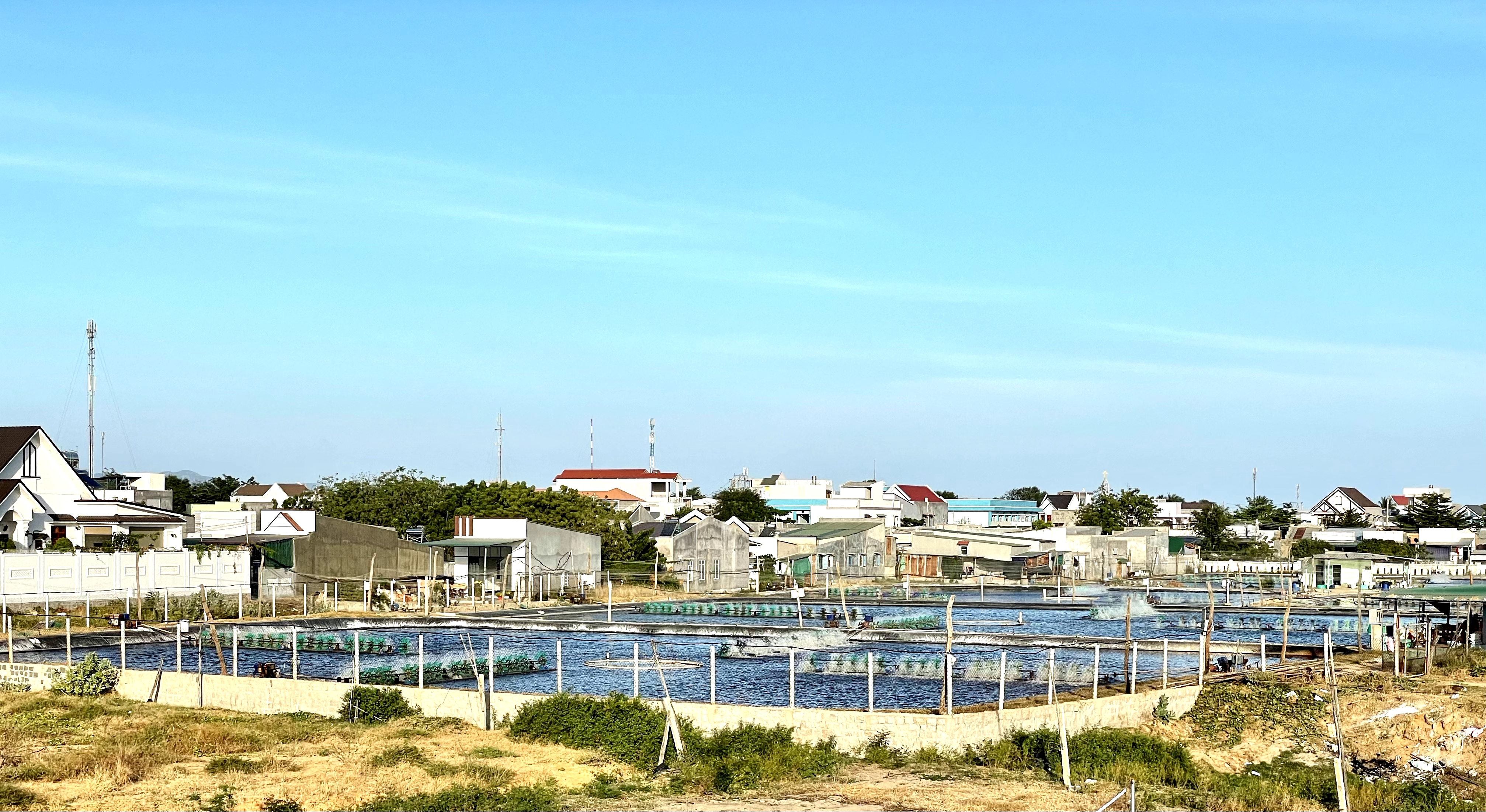
Nuôi tôm thẻ công nghiệp tại Đông Hải, Phan Rang

### Tháp Po Klong Garai

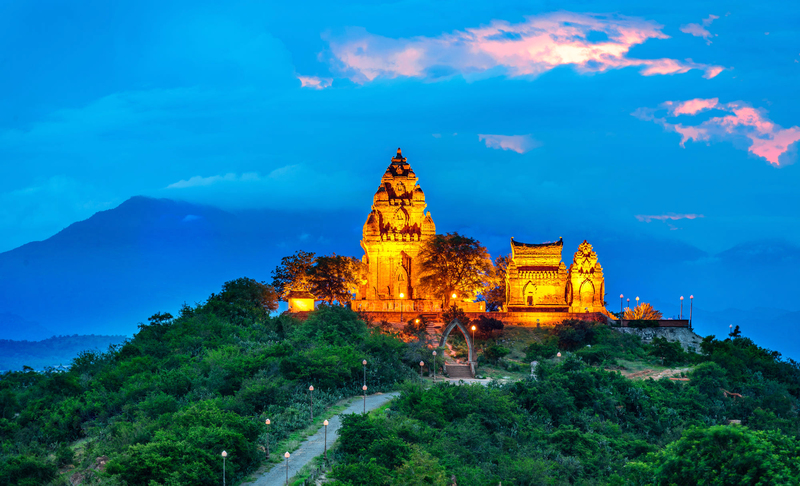
Quần thể tháp Po Klong Garai vào lúc hoàng hôn.

### Bãi biển Bình Sơn

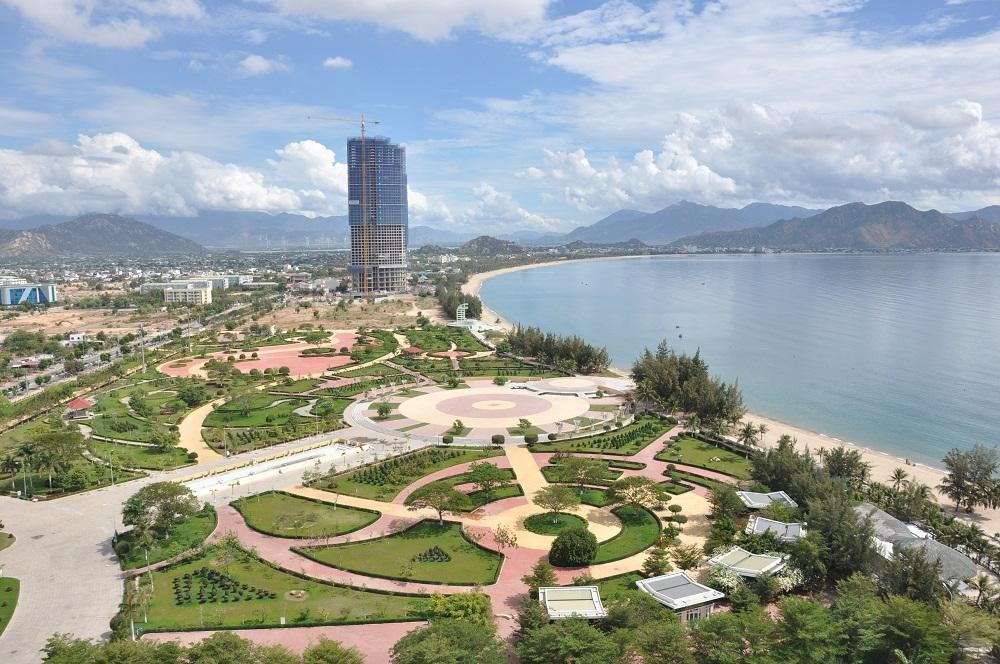
Công viên Biển Bình Sơn, hiện đang được phát triển du lịch.

### Đường sắt

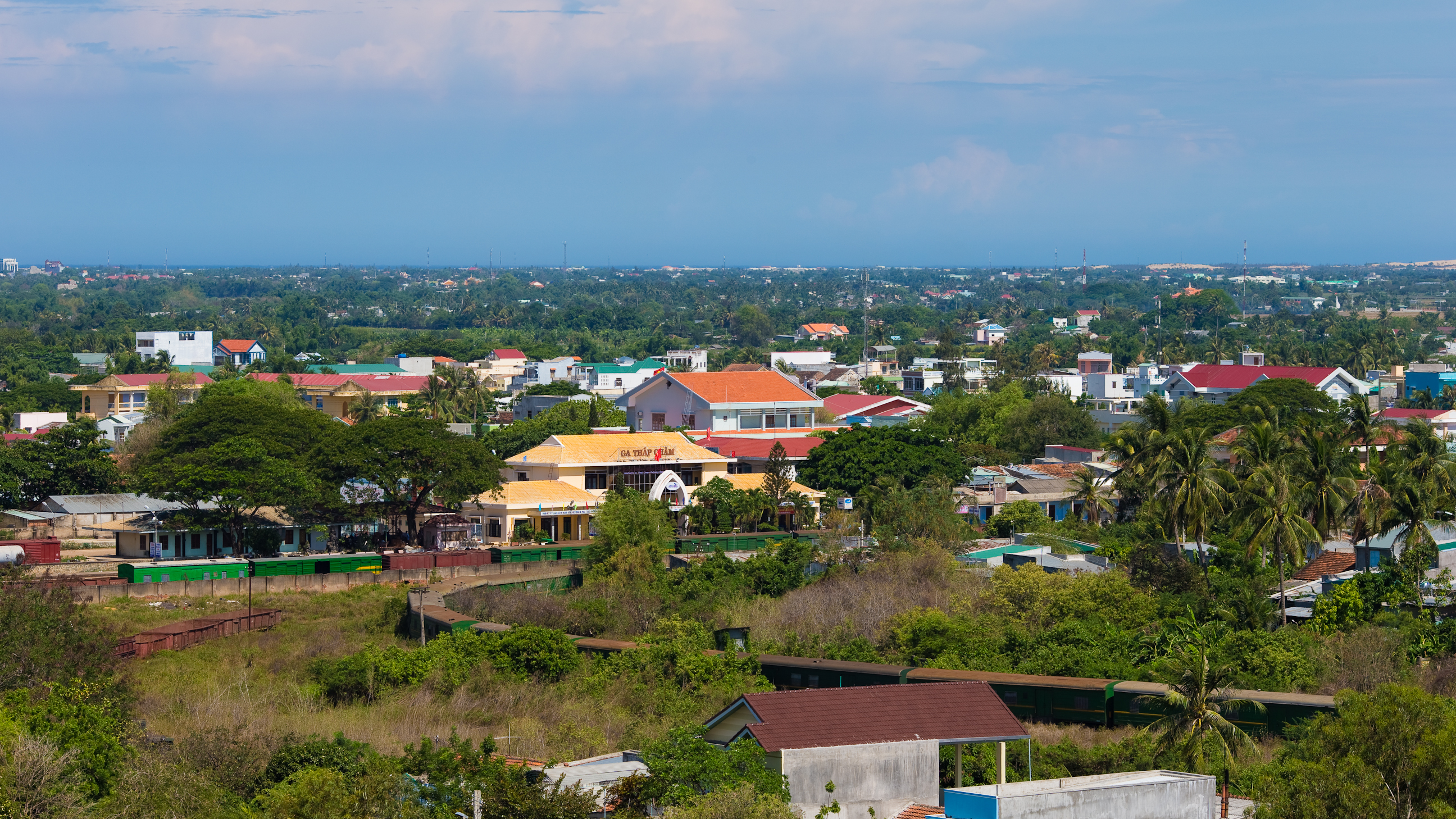
Ga Tháp Chàm

### Đường hàng không

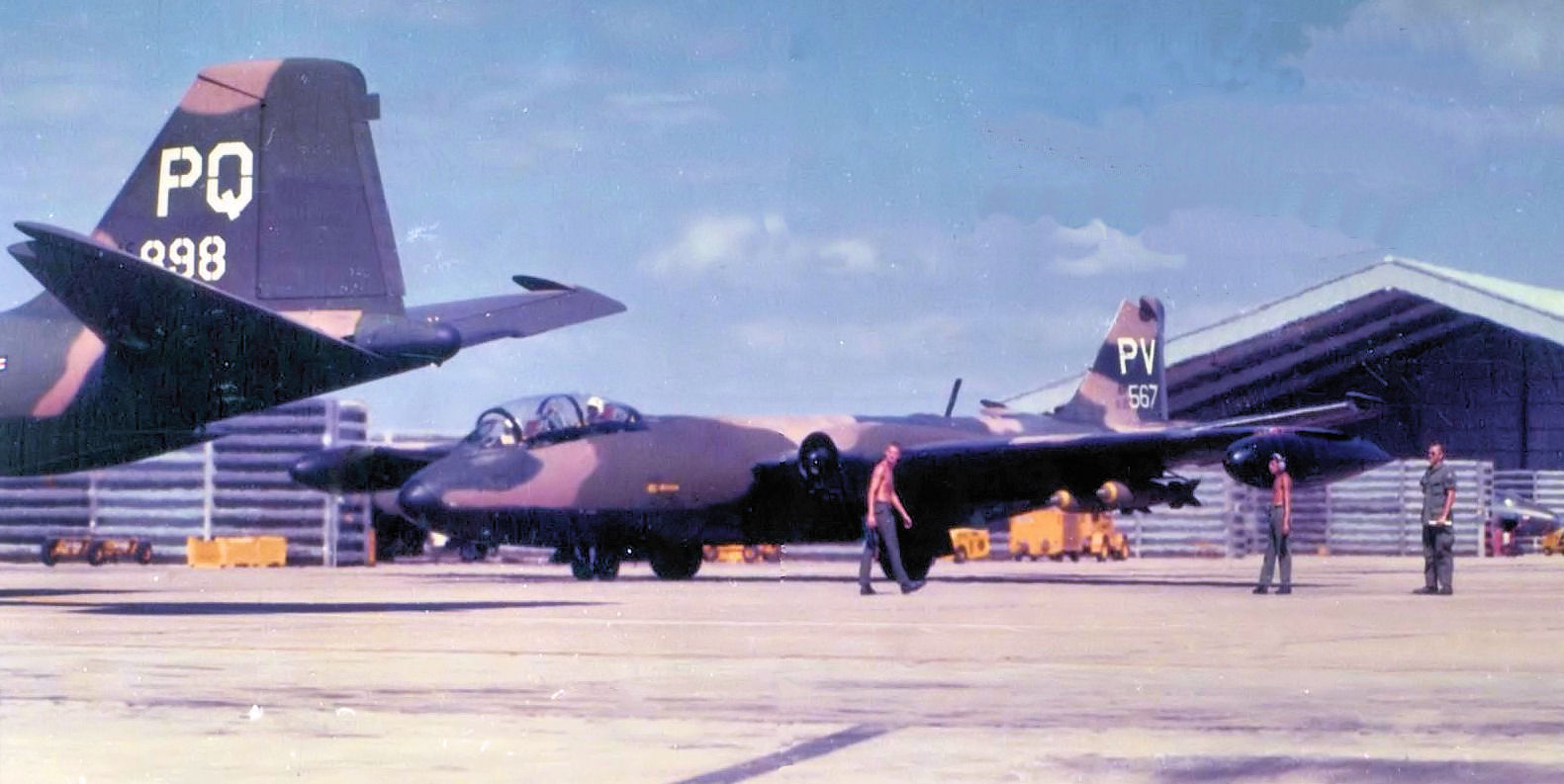
Sân bay Thành Sơn năm 1968

## Hình ảnh

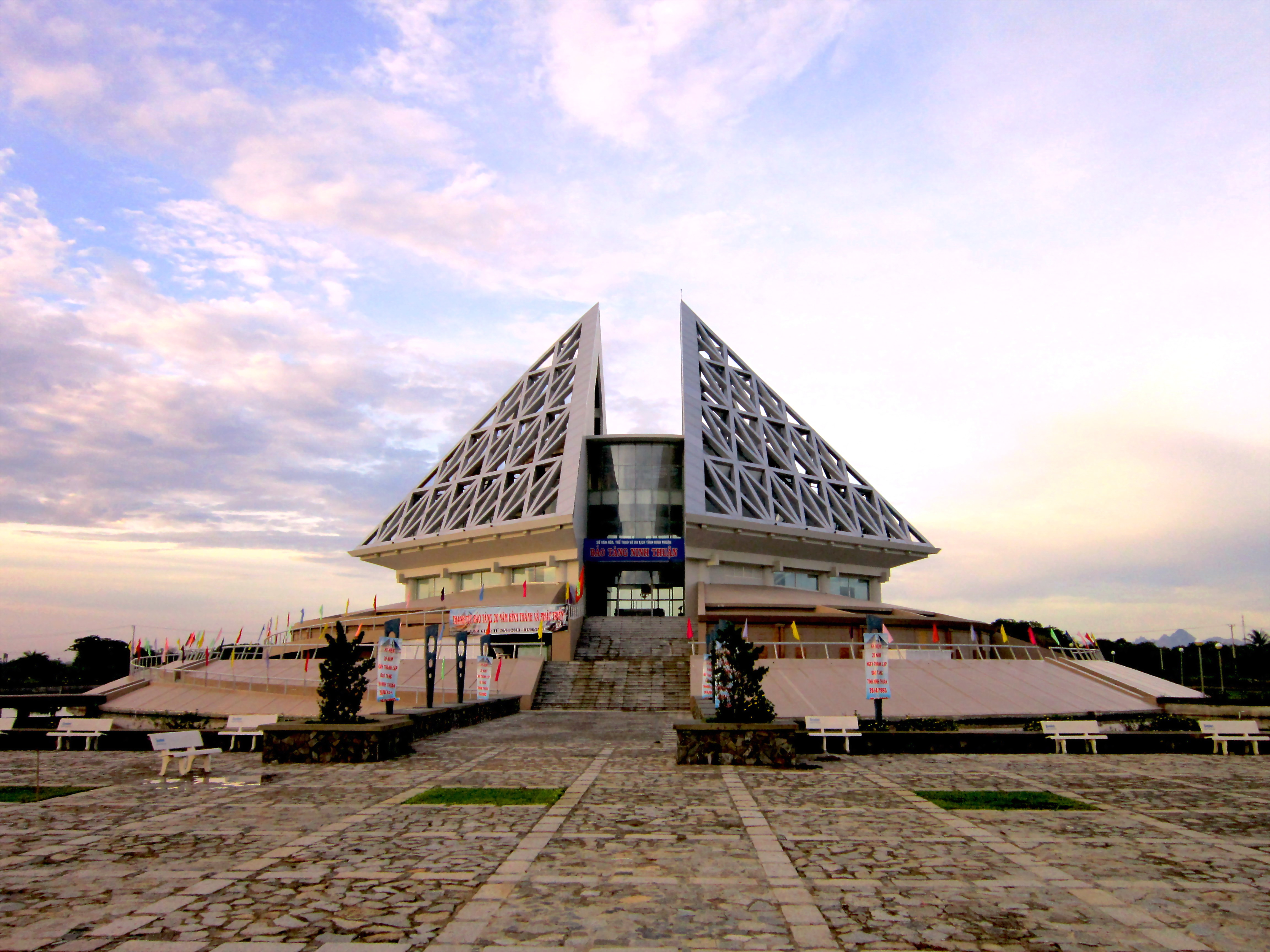
Bảo tàng tỉnh Ninh Thuận
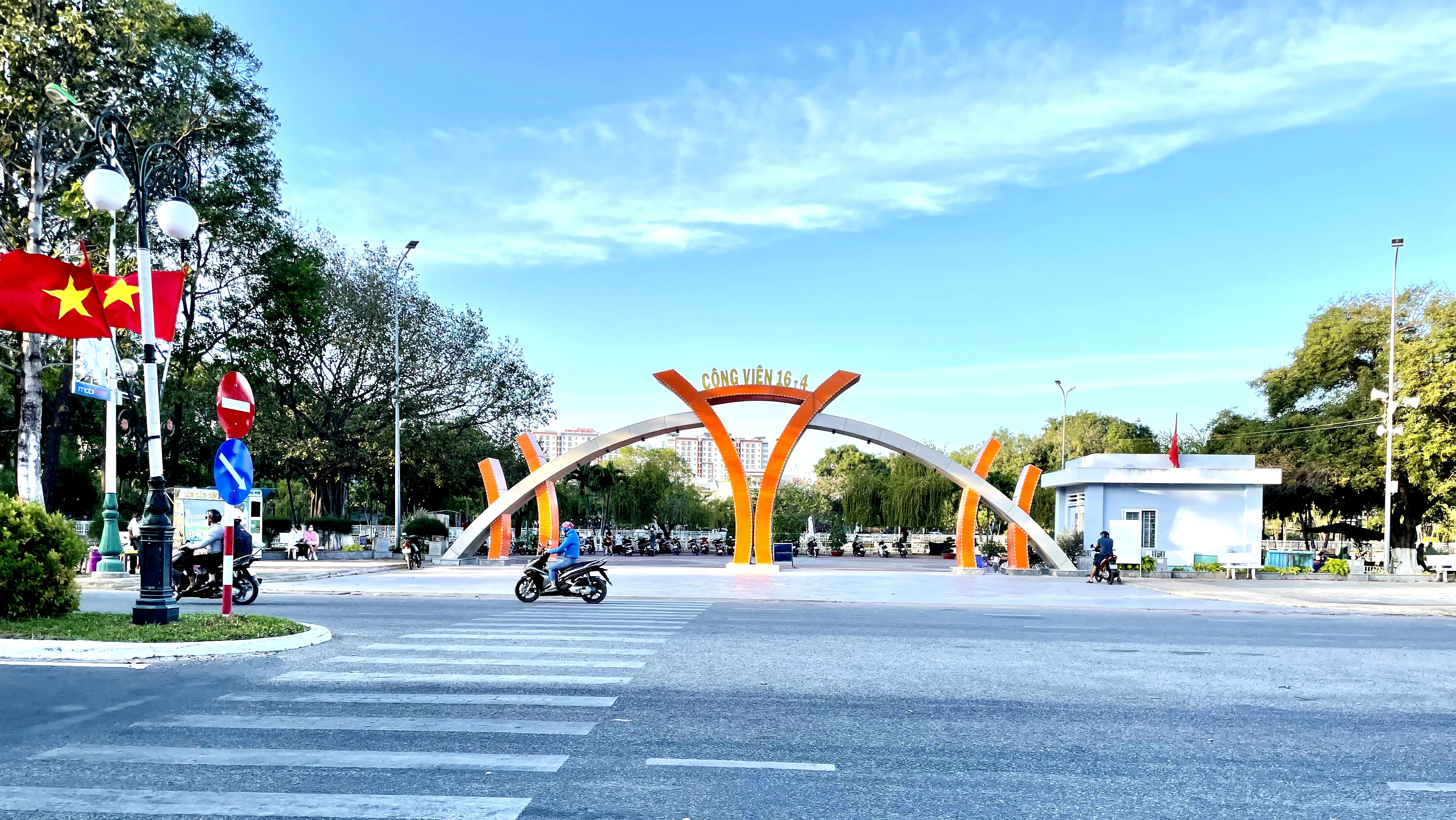
Công viên 16/4 ở phường Thanh Sơn
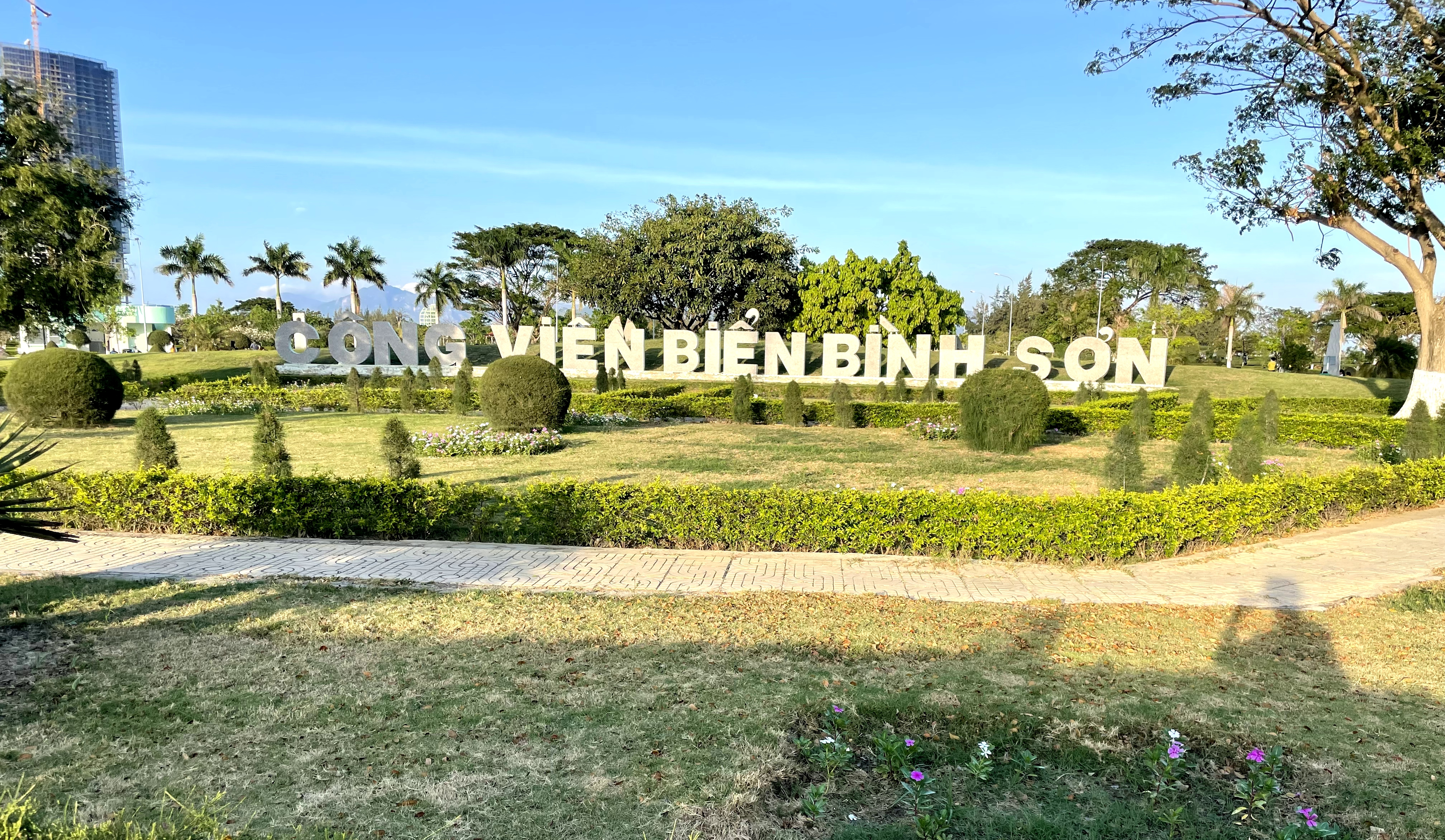
Công viên biển Bình Sơn ở phường Mỹ Hải
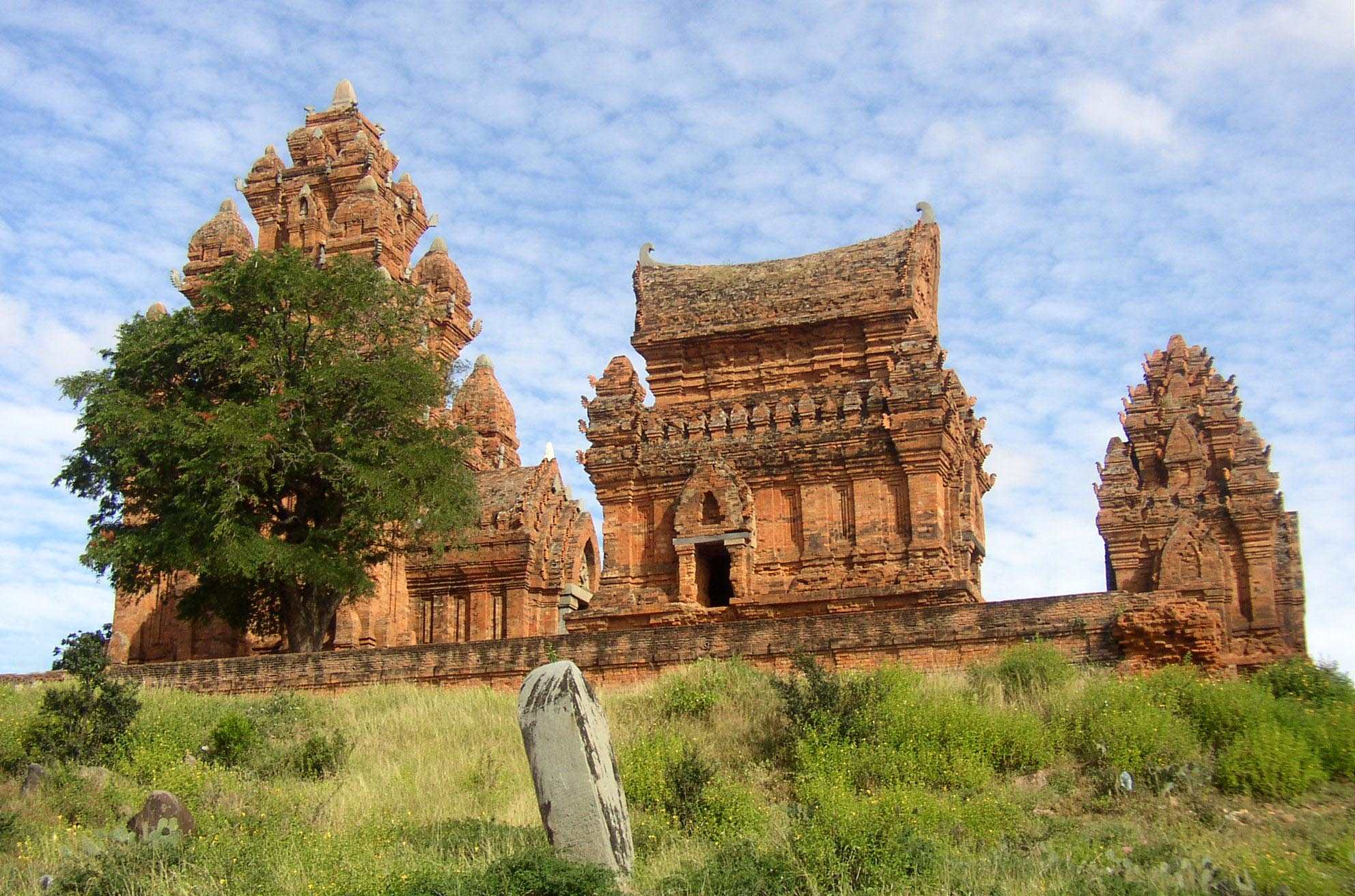
Tháp Po Klong Garai ở phường Đô Vinh
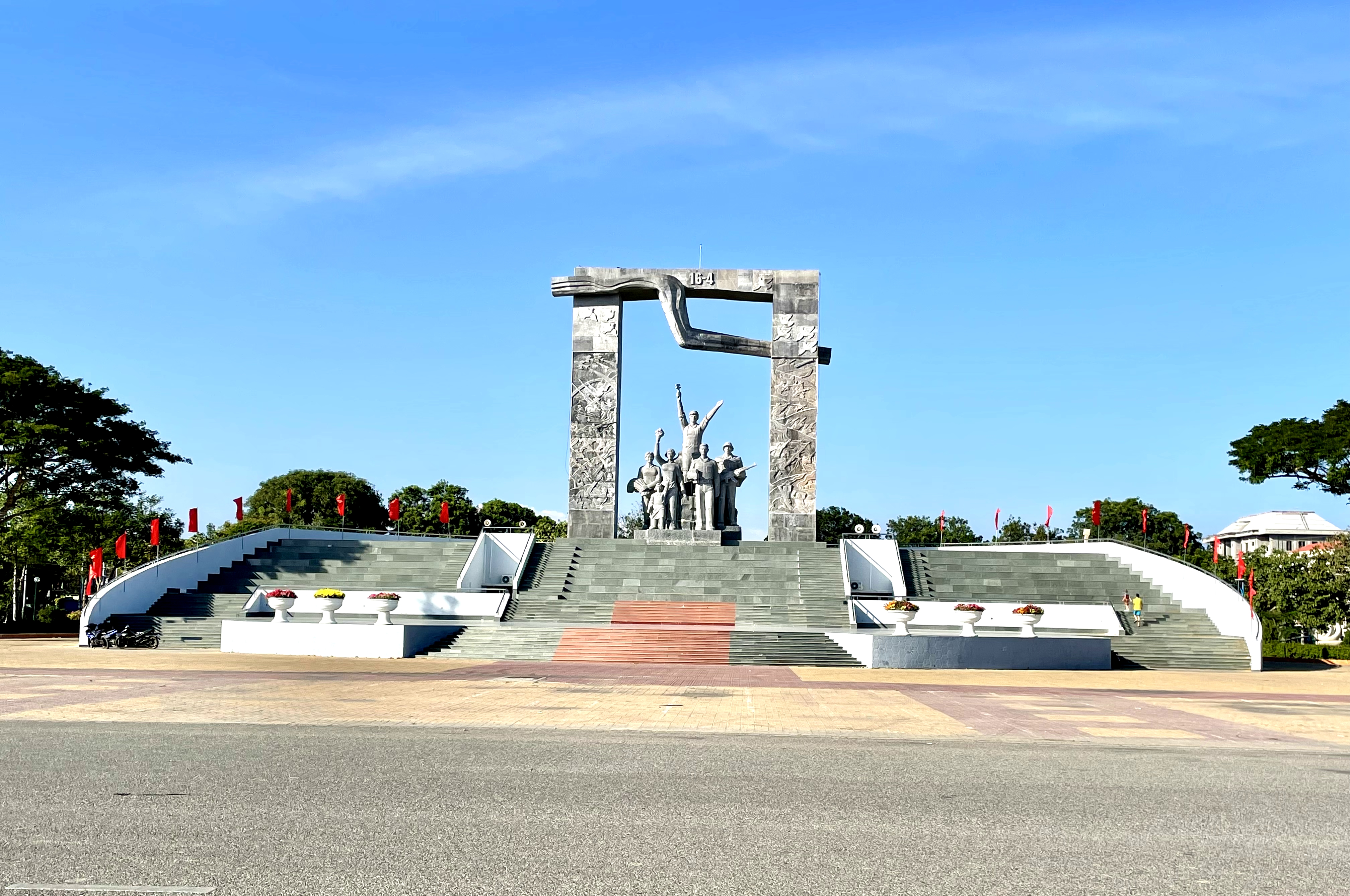
Tượng đài Chiến thắng ở Quảng trưởng 16/4, phường Mỹ Hải
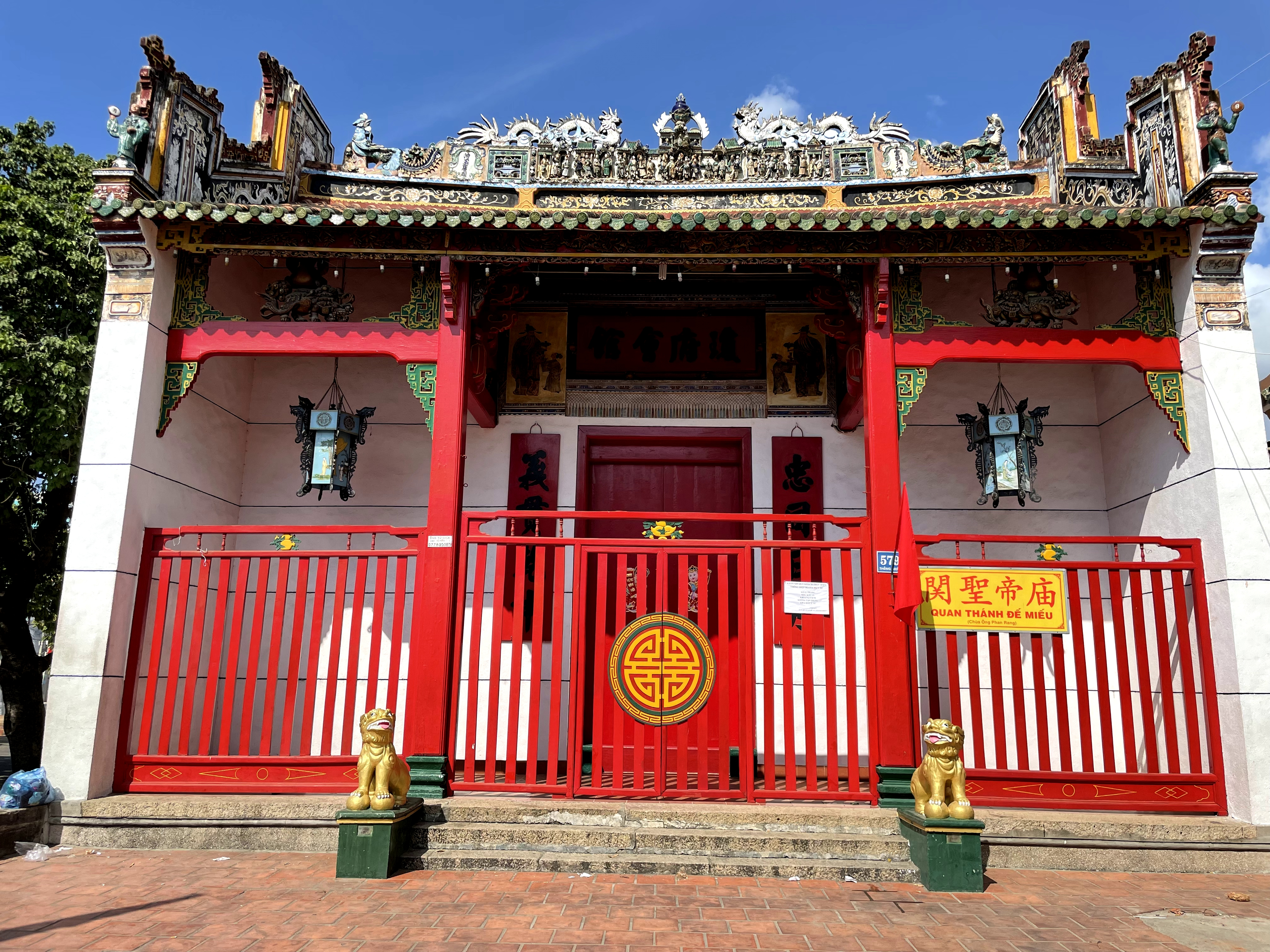
Hội quán Hải Nam của người Hoa ở Phan Rang, người dân quen gọi là Chùa Ông
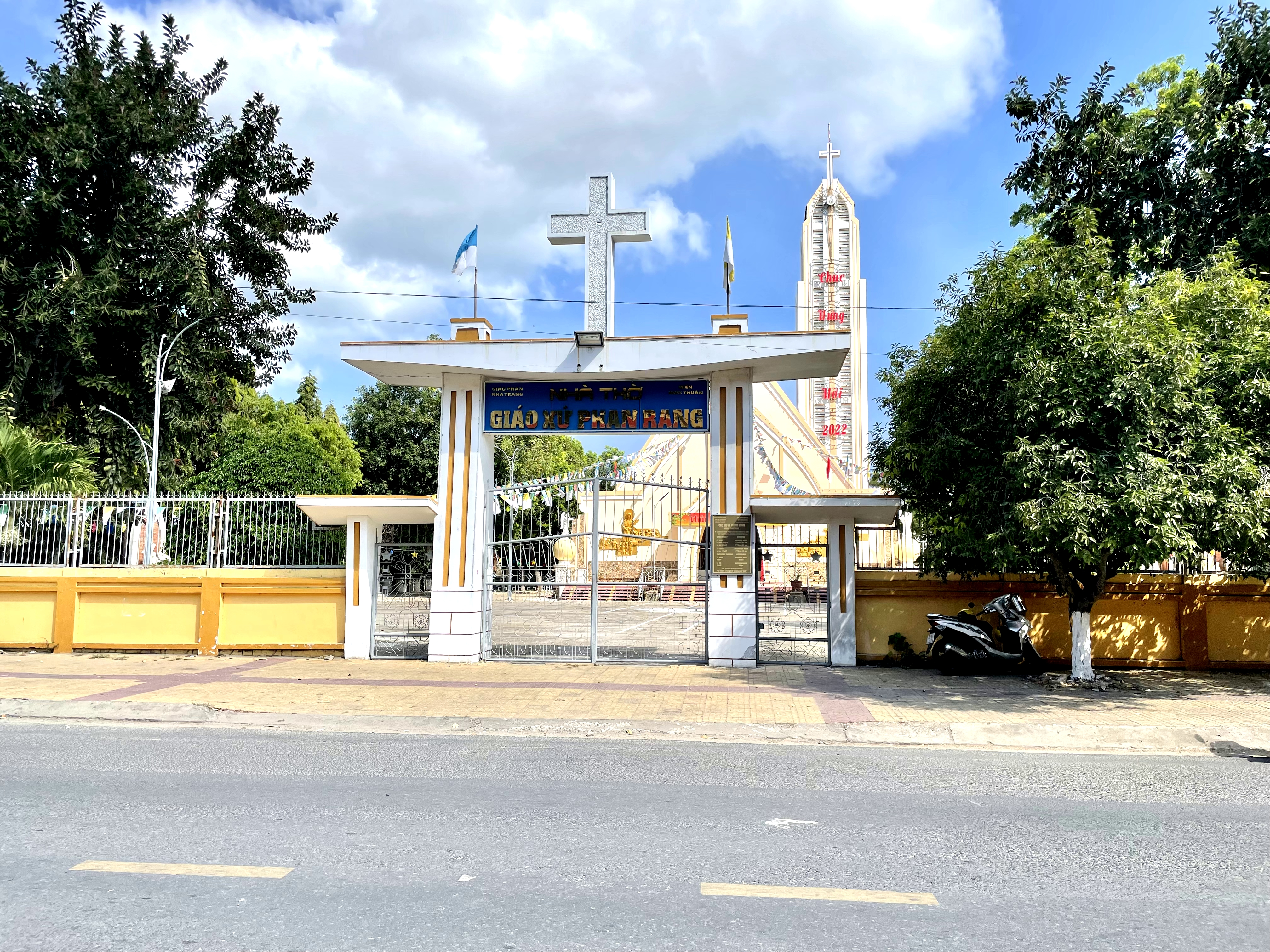
Giáo xứ Phan Rang ở phường Kinh Dinh
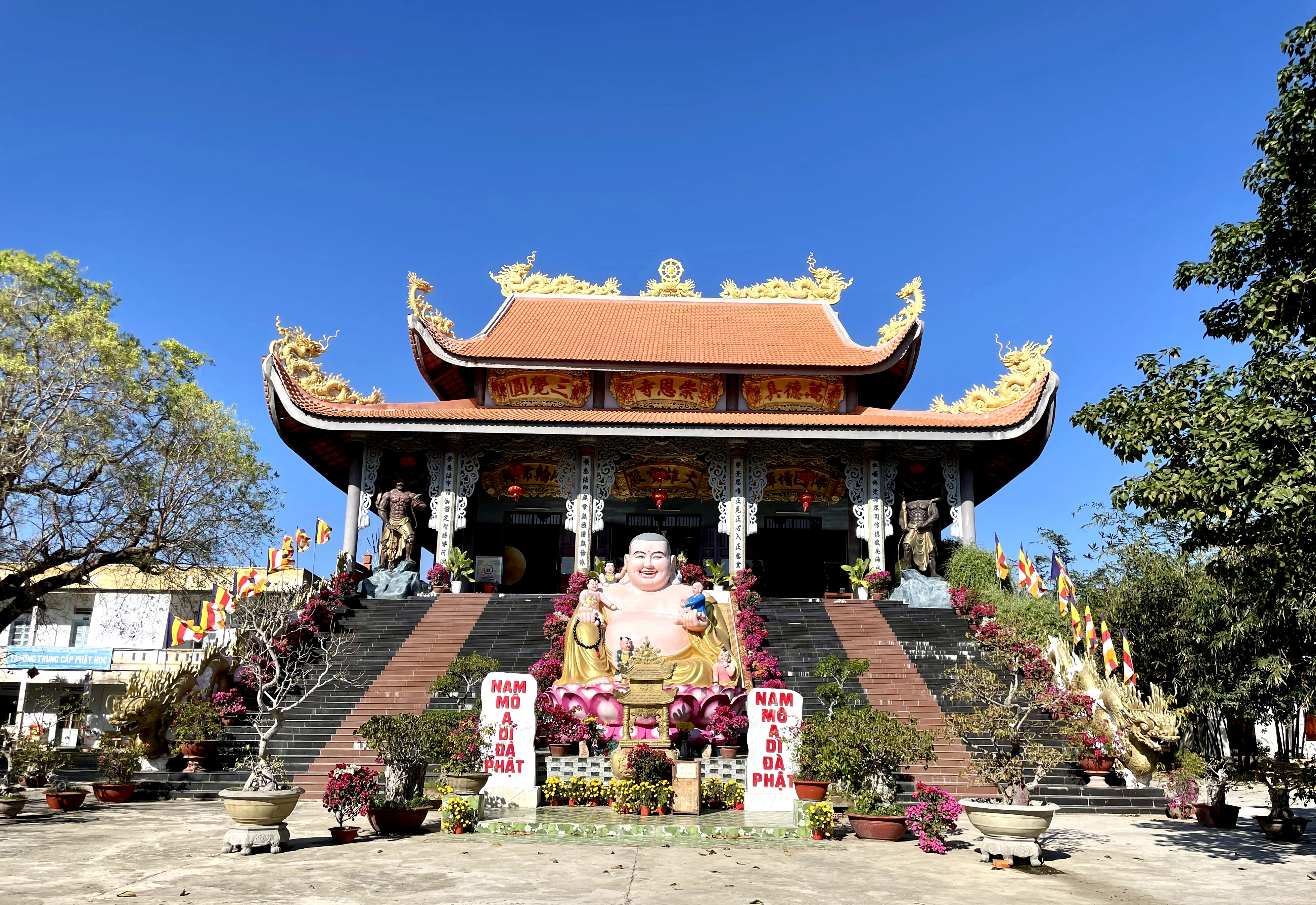
Chùa Sùng Ân, Tỉnh hội Phật giáo Ninh Thuận
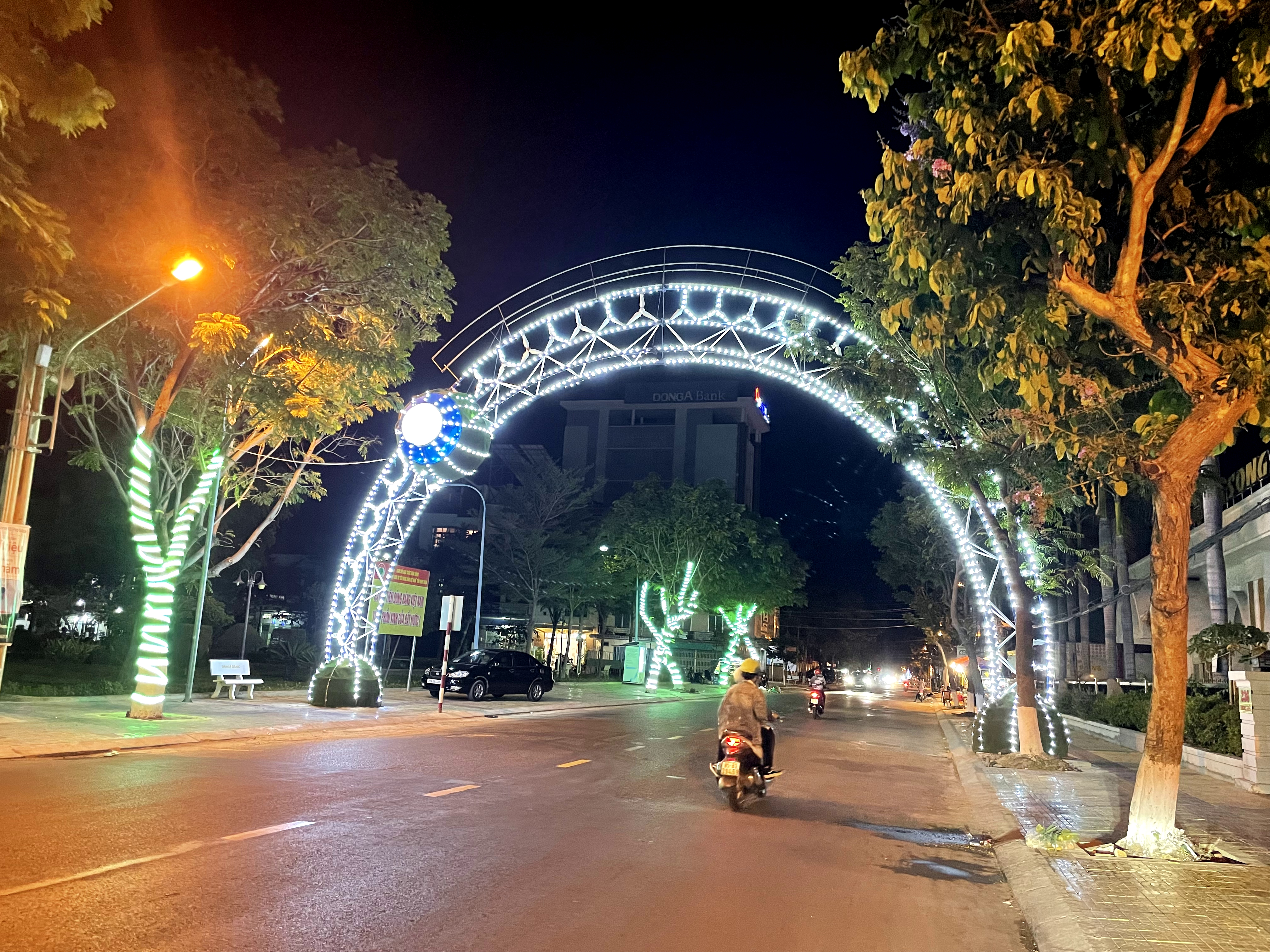
Đường Thống Nhất về đêm
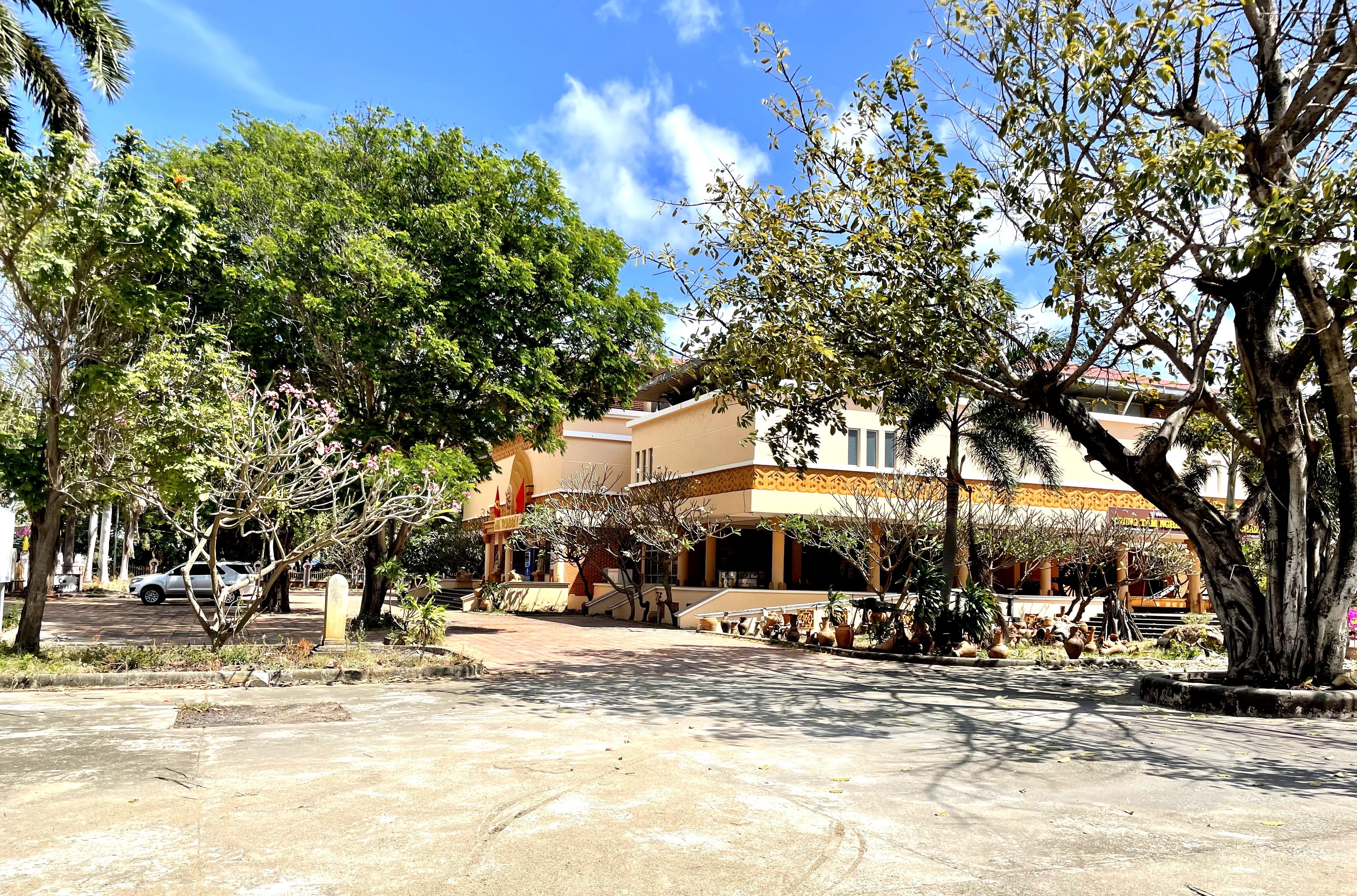
Trung tâm Nghiên cứu Văn hoá Chăm Ninh Thuận ở phường Tấn Tài
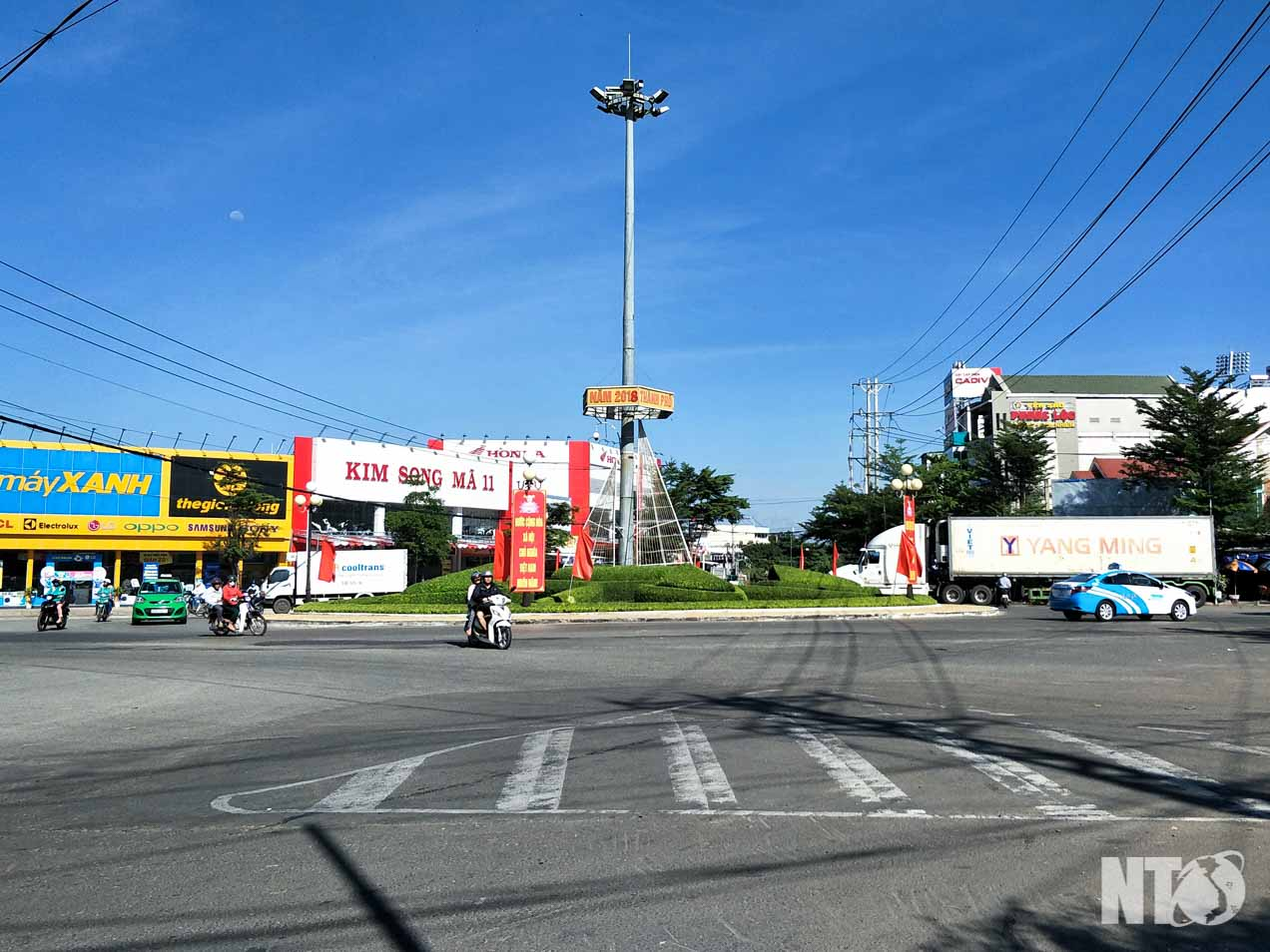
Bùng binh Phủ Hà
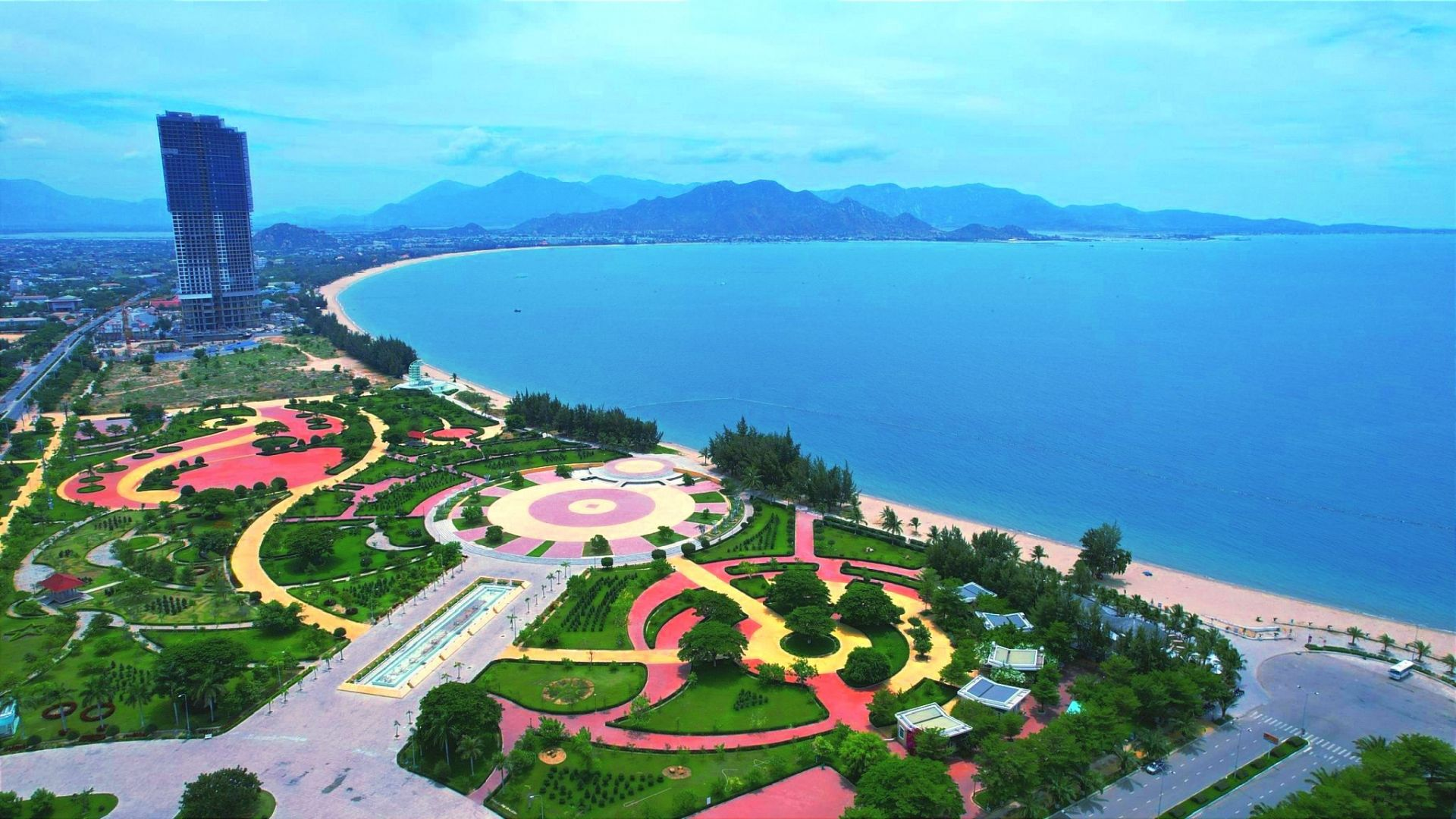
Bãi biển Bình Sơn
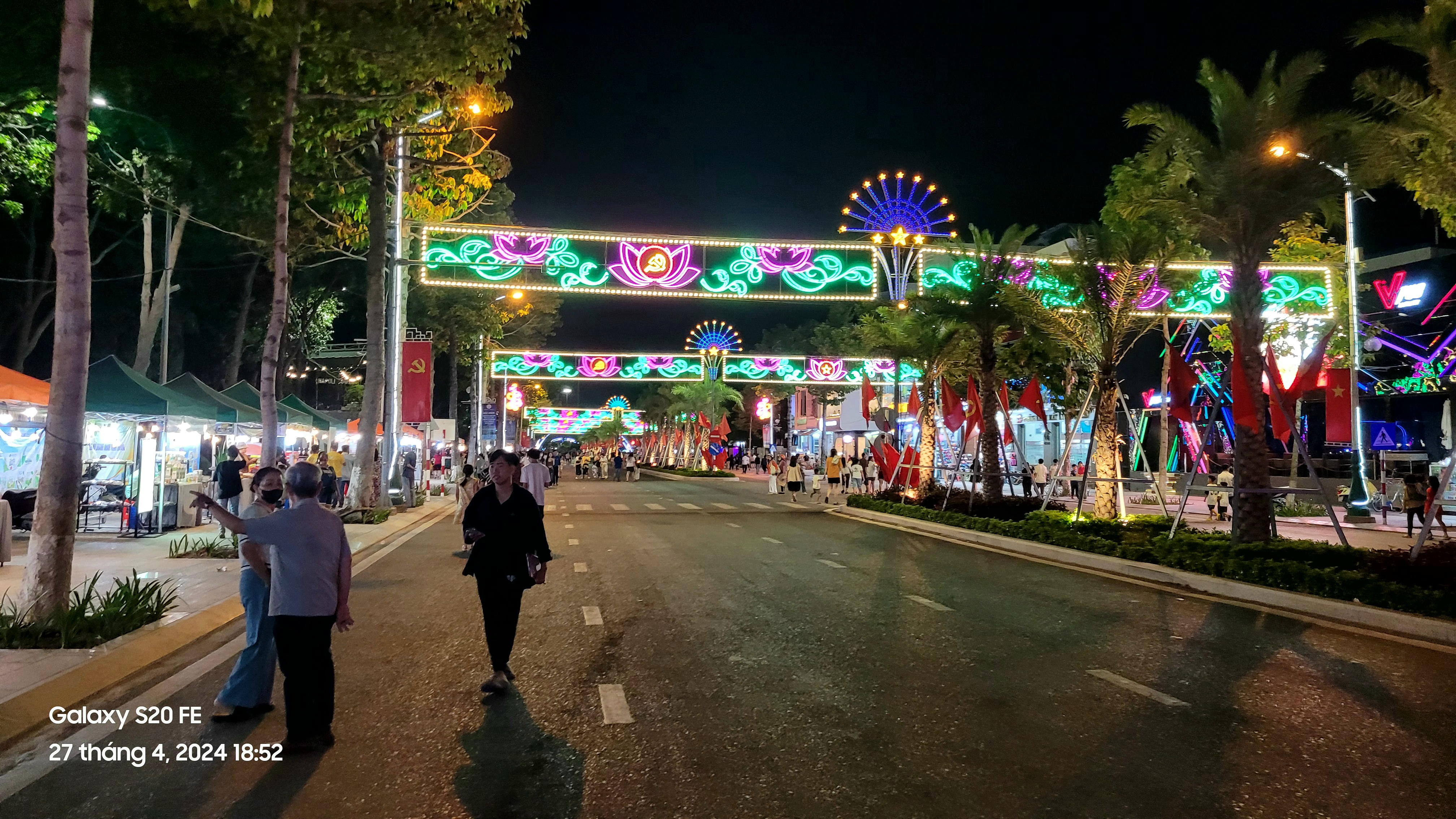
Phố đi bộ Phan Rang – Tháp Chàm

### Đặc điểm khí hậu và đất đai
Nằm ở vùng cực Nam Trung Bộ và phía nam dãy Trường Sơn, Phan Rang được che chắn bởi các dãy núi, rặng núi; có nhiều rặng núi bao quanh phía Bắc, phía Nam, phía Tây khiến cho gió mùa Đông-Bắc và gió mùa Tây-Nam là những gió đem mưa tới bị ngăn cản lại trước khi thổi đến Phan Rang; các rặng núi trọc quanh Phan Rang đều phản chiếu lại nhiệt vào giữa lòng đồng bằng nên khí hậu khô nóng, đồng thời ít chịu ảnh hưởng của bão.
Độ ẩm trung bình hàng năm chừng 80%, các tháng khô khan nhất là từ tháng 1 đến tháng 3 dương lịch. Vào các tháng này, gió thổi rất mạnh. Vì đặc điểm này mà dân địa phương thường ví von "Gió như Phang, Nắng như Rang".

Khí hậu Phan Rang rất khô và có lẽ là vùng khô hạn nhất Việt Nam. Trong khi mùa khô kéo dài từ tháng 12 đến tháng 8, thì mùa mưa chỉ từ tháng 9 đến tháng 11 nên lượng mưa hàng năm chỉ từ 700–800 mm. Các chất "base" trao đổi không bị nước mưa cuốn trôi xuống sâu do đó pH của đất rất lớn: thường đất đai có pH trên 6 (những nơi khác do mưa nhiều nên pH của đất trung bình khoảng 5). Có những loại đất đặc biệt nhưng đất kiềm (pH > 7,5) chỉ có ở vùng Phan Rang, địa phương gọi là "đất cà giang".
| Dữ liệu khí hậu của Phan Rang – Tháp Chàm                    | Dữ liệu khí hậu của Phan Rang – Tháp Chàm | Dữ liệu khí hậu của Phan Rang – Tháp Chàm | Dữ liệu khí hậu của Phan Rang – Tháp Chàm | Dữ liệu khí hậu của Phan Rang – Tháp Chàm | Dữ liệu khí hậu của Phan Rang – Tháp Chàm | Dữ liệu khí hậu của Phan Rang – Tháp Chàm | Dữ liệu khí hậu của Phan Rang – Tháp Chàm | Dữ liệu khí hậu của Phan Rang – Tháp Chàm | Dữ liệu khí hậu của Phan Rang – Tháp Chàm | Dữ liệu khí hậu của Phan Rang – Tháp Chàm | Dữ liệu khí hậu của Phan Rang – Tháp Chàm | Dữ liệu khí hậu của Phan Rang – Tháp Chàm | Dữ liệu khí hậu của Phan Rang – Tháp Chàm |
| Tháng                                                        | 1                                         | 2                                         | 3                                         | 4                                         | 5                                         | 6                                         | 7                                         | 8                                         | 9                                         | 10                                        | 11                                        | 12                                        | Năm                                       |
| ------------------------------------------------------------ | ----------------------------------------- | ----------------------------------------- | ----------------------------------------- | ----------------------------------------- | ----------------------------------------- | ----------------------------------------- | ----------------------------------------- | ----------------------------------------- | ----------------------------------------- | ----------------------------------------- | ----------------------------------------- | ----------------------------------------- | ----------------------------------------- |
| Trung bình ngày °C (°F)                                      | 25.1 (77.2)                               | 25.4 (77.7)                               | 26.6 (79.9)                               | 28.1 (82.6)                               | 29.3 (84.7)                               | 29.1 (84.4)                               | 28.5 (83.3)                               | 28.6 (83.5)                               | 27.9 (82.2)                               | 27.2 (81.0)                               | 26.7 (80.1)                               | 25.6 (78.1)                               | 27.1 (80.8)                               |
| Lượng mưa trung bình mm (inches)                             | 8.8 (0.35)                                | 2.8 (0.11)                                | 12.0 (0.47)                               | 20.4 (0.80)                               | 65.6 (2.58)                               | 61.7 (2.43)                               | 54.7 (2.15)                               | 51.2 (2.02)                               | 138.6 (5.46)                              | 168.1 (6.62)                              | 171.0 (6.73)                              | 83.6 (3.29)                               | 838.5 (33.01)                             |
| Số giờ nắng trung bình tháng                                 | 241.7                                     | 255.2                                     | 278.5                                     | 278.3                                     | 258.2                                     | 239.2                                     | 234.0                                     | 242.2                                     | 195.6                                     | 194.0                                     | 189.7                                     | 189.4                                     | 3.029                                     |
| Nguồn: Vietnam Institute for Building Science and Technology |                                           |                                           |                                           |                                           |                                           |                                           |                                           |                                           |                                           |                                           |                                           |                                           |                                           |

### Thủy văn
Sông Cái Phan Rang có chiều dài 130 km, lưu vực 2050 km², lưu lượng trung bình 39m³/s, lưu lượng thấp nhất 3,35 – 8,0m³/s, tại hạ nguồn của thủy điện Đa Nhim. Lưu vực các nhánh sông phân bổ hình rễ cây, từ Tân Mỹ về xuôi, sông chảy qua vùng đồi thấp là đồng bằng Phan Rang.
Chế độ dòng chảy của sông phù hợp với phân bổ mùa của khu vực là: Mùa mưa từ tháng 9 đến tháng 12 dòng chảy lớn có lũ. Mùa kiệt từ tháng 1 đến tháng 7, dòng chảy phụ thuộc vào việc xả nước tưới của thủy điện Đa Nhim cho vùng Hải Du.
Phần lớn địa phận thành phố nằm ở bờ bắc của sông, chỉ có 3 phường nằm ở bờ nam của sông đó là: Bảo An, Đạo Long và Đông Hải.

## Hành chính
Thành phố Phan Rang – Tháp Chàm có 13 đơn vị hành chính cấp xã trực thuộc, bao gồm 12 phường: Bảo An, Đài Sơn, Đạo Long, Đô Vinh, Đông Hải, Kinh Dinh, Mỹ Bình, Mỹ Đông, Mỹ Hải, Phủ Hà, Phước Mỹ, Văn Hải và xã Thành Hải.
| Tên         | Diện tích năm 2023 (km²) | Dân số năm 2023 (người) | Mật độ (người/km²) |
| ----------- | ------------------------ | ----------------------- | ------------------ |
| Phường (12) |                          |                         |                    |
| Bảo An      | 3,22                     | 12.388                  | 3.847              |
| Đài Sơn     | 1,43                     | 10.371                  | 7.252              |
| Đạo Long    | 2,08                     | 10.540                  | 5.067              |
| Đô Vinh     | 30,30                    | 17.105                  | 564                |
| Đông Hải    | 2,19                     | 24.676                  | 11.267             |
| Kinh Dinh   | 3,50                     | 24.656                  | 7.044              |
| Mỹ Bình     | 4,38                     | 10.168                  | 2.321              |

| Tên       | Diện tích năm 2023 (km²) | Dân số năm 2023 (người) | Mật độ (người/km²) |
| --------- | ------------------------ | ----------------------- | ------------------ |
| Mỹ Đông   | 2,50                     | 15.112                  | 6.044              |
| Mỹ Hải    | 2,70                     | 6.520                   | 2.415              |
| Phủ Hà    | 2,40                     | 23.957                  | 9.982              |
| Phước Mỹ  | 6,00                     | 20.415                  | 3.402              |
| Văn Hải   | 9,22                     | 19.825                  | 2.150              |
| Xã (1)    |                          |                         |                    |
| Thành Hải | 9,22                     | 11.539                  | 1.251              |

## Lịch sử